# Yoo Mi
Yoo Mi (koreanisch 유미; * 9. Mai 1986 in Seoul) ist eine ehemalige südkoreanische Tennisspielerin.

## Karriere
Yoo gewann sechs Einzel- und 18 Doppeltitel auf Turnieren der ITF Women’s World Tennis Tour.
2014 erreichte sie zusammen mit Han Na-lae das Achtelfinale beim Damendoppel der Asienspiele 2014 sowie das Viertelfinale im Mixed zusammen mit Lim Yong-kyu.
2006 bis 2014 spielte Yoo Mi insgesamt 20 Matches für die Südkoreanische Billie-Jean-King-Cup-Mannschaft, dabei gewann sie je fünf Einzel und Doppel von insgesamt acht Einzeln und 12 Doppeln.

## Turniersiege

### Einzel
| Nr. | Datum             | Turnier   | Kategorie   | Belag     | Finalgegnerin   | Ergebnis      |
| --- | ----------------- | --------- | ----------- | --------- | --------------- | ------------- |
| 1.  | 17. Juli 2005     | Seogwipo  | ITF $10.000 | Hartplatz | Kim Mi-ok       | 6:2, 6:3      |
| 2.  | 28. Mai 2006      | Seogwipo  | ITF $10.000 | Hartplatz | He Chunyan      | 7:5, 6:2      |
| 3.  | 5. Juli 2011      | Gimcheon  | ITF $25.000 | Hartplatz | Yurika Sema     | 6:3, 3:6, 6:1 |
| 4.  | 4. September 2011 | Yeongwol  | ITF $10.000 | Hartplatz | Lee Hua-chen    | 6:1, 6:3      |
| 5.  | 31. März 2013     | Nishitama | ITF $10.000 | Hartplatz | Lee Jin-a       | 1:6, 6:1, 6:2 |
| 6.  | 27. Juli 2014     | Phuket    | ITF $25.000 | Hartplatz | Zuzana Zlochová | 6:4, 6:2      |

### Doppel
| Nr. | Datum             | Turnier  | Kategorie   | Belag             | Partnerin      | Finalgegnerinnen                      | Ergebnis         |
| --- | ----------------- | -------- | ----------- | ----------------- | -------------- | ------------------------------------- | ---------------- |
| 1.  | 18. Dezember 2004 | Jakarta  | ITF $10.000 | Hartplatz         | Julia Efremova | Chang Kyung-mi Lee Ye-ra              | 6:3, 6:3         |
| 2.  | 16. Juli 2005     | Seogwipo | ITF $10.000 | Hartplatz         | Chae Kyung-yee | Chang Kyung-mi Kim Mi-ok              | 6:2, 6:1         |
| 3.  | 20. Mai 2006      | Daegu    | ITF $10.000 | Hartplatz         | Lee Jin-a      | Chang Kyung-mi Kim Mi-ok              | 4:6, 6:4, 6:2    |
| 4.  | 27. Mai 2006      | Seogwipo | ITF $10.000 | Hartplatz         | Lee Jin-a      | Cho Jeong-a Kim Ji-young              | 6:3, 6:2         |
| 5.  | 21. November 2009 | Manila   | ITF $10.000 | Hartplatz         | Han Na-lae     | Czarina-Mae Arevalo Katharina Lehnert | 6:0, 6:3         |
| 6.  | 21. Mai 2011      | Goyang   | ITF $25.000 | Hartplatz         | Kim Ji-young   | Kim Kun-hee Yu Mi-hwa                 | 6:4, 6:2         |
| 7.  | 3. September 2011 | Yeongwol | ITF $10.000 | Hartplatz         | Kim Ji-young   | Kim Hae-sung Kim Ju-eun               | 6:2, 6:4         |
| 8.  | 8. September 2012 | Yeongwol | ITF $10.000 | Hartplatz         | Kim Ji-young   | Zhang Nannan Zhang Yuxuan             | 7:5, 6:4         |
| 9.  | 19. Januar 2013   | Antalya  | ITF $10.000 | Sand              | Lee Jin-a      | Elyne Boeykens Kelly Versteeg         | 6:3, 6:4         |
| 10. | 26. Januar 2013   | Antalya  | ITF $10.000 | Sand              | Lee Jin-a      | Natalija Stevanović Gaia Sanesi       | 6:3, 6:1         |
| 11. | 29. Juni 2013     | Gimcheon | ITF $10.000 | Hartplatz         | Han Na-lae     | Kim Yun-hee Yoo Jin                   | 3:3 Aufgabe      |
| 12. | 2. November 2013  | Seoul    | ITF $25.000 | Hartplatz         | Han Na-lae     | Yu Min-hwa Kim Sun-jung               | 2:6, 6:3, [10:6] |
| 13. | 16. März 2014     | Shenzhen | ITF $10.000 | Hartplatz         | Han Na-lae     | Natela Dsalamidse Polina Leikina      | 6:1, 6:1         |
| 14. | 10. Mai 2014      | Incheon  | ITF $25.000 | Hartplatz         | Han Na-lae     | Noppawan Lertcheewakarn Melis Sezer   | 6:1, 6:1         |
| 15. | 18. Juli 2014     | Phuket   | ITF $25.000 | Hartplatz (Halle) | Han Na-lae     | Akari Inoue Lee Ya-hsuan              | 6:4, 6:3         |
| 16. | 31. Mai 2015      | Changwon | ITF $25.000 | Hartplatz         | Han Na-lae     | Mana Ayukawa Makoto Ninomiya          | 6:3, 6:1         |
| 17. | 13. Juni 2015     | Goyang   | ITF $25.000 | Hartplatz         | Han Na-lae     | Liu Chang Lu Jiajing                  | 6:1, 7:5         |
| 18. | 9. April 2016     | Changwon | ITF $25.000 | Hartplatz         | Han Na-lae     | Lu Jiajing Elise Mertens              | 4:6, 6:3, [10:7] |